# Bill Heimlich
William F. „Bill“ Heimlich (* 28. September 1911; † 1. Juni 1996) war ein US-amerikanischer Geheimdienstoffizier und Direktor des RIAS.

## Leben
Bill Heimlich hatte während seines Studiums an der Ohio State University als Rundfunksprecher gearbeitet, war danach leitender Mitarbeiter des Universitätsradios (WOSU) und erhielt währenddessen eine nationale Auszeichnung für die beste Radiodokumentation.
Nach seinem Studium arbeitete er als Geheimdienstoffizier und wurde Anfang 1948 durch General Clay zum Direktor des RIAS Berlin ernannt. Eine Funktion, die er bis 1949 beibehielt.
Bill Heimlich heiratete 1951 die deutsche Tänzerin und Kabarettistin Christina Ohlsen, die er 1945 in Berlin kennenlernte.
Er starb 1996 durch einen Schlaganfall.
Seine Erinnerungen über seine Zeit im besetzten Berlin und als Direktor des RIAS sowie dem Beginn  seiner Liebesbeziehung zu seiner späteren Frau Christina Ohlsen sind in dem Buch 'Heimlich im Kalten Krieg' im Jahre 2000 von Tamara Donentat und seiner Witwe mithilfe der Aufzeichnungen von Bill Heimlich veröffentlicht worden.

## Auszeichnungen
- Rockefeller Foundation: Stipendium für Rundfunk